# (500307) 2012 QB49
(500307) 2012 QB49 es un asteroide perteneciente al cinturón de asteroides, descubierto el 25 de octubre de 2003 por el equipo del Spacewatch desde el Observatorio Nacional de Kitt Peak, Arizona, Estados Unidos.

## Designación y nombre
Designado provisionalmente como 2012 QB49.

## Características orbitales
2012 QB49 está situado a una distancia media del Sol de 2,805 ua, pudiendo alejarse hasta 3,288 ua y acercarse hasta 2,322 ua. Su excentricidad es 0,172 y la inclinación orbital 3,703 grados. Emplea 1716,61 días en completar una órbita alrededor del Sol.

## Características físicas
La magnitud absoluta de 2012 QB49 es 16,9.